# Лундегорд, Юстус
Юстус Эвальд Лундегорд (швед. Justus Evald Lundegård, 5 апреля 1860, Эслёв, Скания, Швеция — 10 августа 1924, Лунд, Скания, Швеция) — шведский художник.

## Биография
Юстус Эвальд Лундегорд вырос в Хёрбю вместе со своим братом Акселем Лундегордом, ставшим писателем. С 1878 года Юстус учился у Эдварда Персея, а с 1880 по 1884 год обучался в Королевской академии свободных искусств в Стокгольме, затем в Мюнхене и с 1891 года в Париже и бретонском прибрежном городе Клоар-Карноэт, где он перешёл к импрессионистскому стилю. Картины, написанные во Франции, отличались белым светом и рыхлой поэзией в настроении. После возвращения в Швецию, когда Лундегорд в основном писал мотивы из Скании, особенно Арильд и Чивик, он перешёл на более скромный колорит. Ближе к концу своей жизни Юстус переключился на повседневные изображения природы из Эртофты. Алтарная доска в церкви Хостада выполнена Альфредом Хедлундом по рисункам Лундегорда.
Юстус также писал морские картины, интерьеры и пейзажи из Норвегии, Верхней Баварии и Италии.